# AS Tefana
Az AS Tefana egy 1933-ban alapított tahiti labdarúgócsapat, melynek székhelye Faa'a városában található és a Tahiti labdarúgó-bajnokság első osztályában szerepel. Hazai mérkőzéseit a Stade Louis Ganivetben játssza, amely 5000 fő befogadására képes.

## OFC-bajnokok ligája
A 2015/16-os idényben a csapat megnyerte a tahiti labdarúgó-bajnokságot és ezzel kvalifikálta magát a 2017-es OFC bajnokok-ligájának csoportkörébe. A klub a D-csoportba került, mérkőzéseit pedig Tahitin, a Stade Paterben játszhatta. A csoportkör első mérkőzésén a Tefana legyőzte 4-2-re a vanuatui Erakor Golden Star együttesét.Három nappal később a tahiti csapat újabb győzelmet aratott, 2-0-ra felülmúlták a Fidzsi-szigeteki Rewa FC gárdáját. A csoportkör utolsó, harmadik meccsén a Tefana 2-2-es döntetlent játszott a salamon-szigeteki Marist csapatával. A klub 7 pontjával első helyen végzett csoportjában és bejutott az elődöntőbe. 2017. március 20-án kisorsolták az elődöntők párosítását, a Tefana pedig a címvédő új-zélandi Auckland City FC csapatával került össze.

## Jelenlegi keret
A 2017-es OFC-bajnokok ligájára nevezett keret
| #  |        | Poszt | Név                 |
| -- | ------ | ----- | ------------------- |
| 1  | Tahiti | K     | Stevens Hiriga      |
| 2  | Tahiti | V     | Farearii Tuteina    |
| 3  | Tahiti | V     | Taumihau Tiatia     |
| 4  | Tahiti | V     | Teheivarii Ludivion |
| 5  | Tahiti | V     | Viritua Tiaiho      |
| 6  | Tahiti | KP    | Tunoa Tevaearai     |
| 7  | Tahiti | CS    | Temarii Tinorua     |
| 8  | Tahiti | CS    | Jess Horoi          |
| 9  | Tahiti | CS    | Tehina Temorere     |
| 10 | Tahiti | CS    | Tauatua Lucas       |
| 11 | Tahiti | CS    | Sylvain Graglia     |
| 12 | Tahiti | KP    | Alvin Tehau         |

| #  |        | Poszt | Név                          |
| -- | ------ | ----- | ---------------------------- |
| 13 | Tahiti | KP    | Stanley Atani                |
| 14 | Tahiti | V     | Jonathan Tehau               |
| 15 | Tahiti | KP    | Jean Claude Chang Koei Chang |
| 16 | Tahiti | V     | Manutea Taae                 |
| 17 | Tahiti | KP    | Kaena Onuu                   |
| 18 | Tahiti | KP    | Heimano Bourebare            |
| 19 | Tahiti | V     | Nicolas Vallar               |
| 20 | Tahiti | K     | Moana Pito                   |
| 21 | Tahiti | KP    | Toriki Guyot                 |
| 22 | Tahiti | K     | Mickaël Roche                |
| 23 | Tahiti | V     | Lorenzo Tehau                |

### Szakmai stáb
| Név                | Poszt            |
| ------------------ | ---------------- |
| Sébastien Labayen  | vezetőedző       |
| Pascal Vahirua     | asszisztens edző |
| Thomas Flohr       | menedzser        |
| Laurent Heinis     | technikai vezető |
| Manuel Taae        | kapusedző        |
| Pierre Pedelucq    | csapatorvos      |
| Frederic Fonteneau | fizioterapeuta   |
| Mateata Tetauupu   | masszőr          |

Forrás: oceaniafootball.com (frissítve: 2017. 03. 09.)

## Eredmények
- Super Ligue Mana
  - Bajnok: 2004/05, 2009/10, 2010/11, 2014/15, 2015/16[14]
- Tahiti Kupa
  - Győztes: 2006/07, 2007/08, 2009/10, 2010/11, 2011/12, 2013/14[15]
- Tahiti Szuperkupa
  - Győztes: 2007, 2014[16]
- OFC bajnokok-ligája
  - Ezüstérmes: 2011/12[17]